# تیلور کاپین
تیلور کاپین (انگلیسی: Tyler Coppin؛ زادهٔ ۹ نوامبر ۱۹۵۶) یک هنرپیشه، و نمایش‌نامه‌نویس اهل استرالیا است.
او در فیلم قلاب مناقصه بازی کرده‌است.